# ماتسودایرا یاسوموتو
ماتسودایرا یاسوموتو (به ژاپنی: 松平康元) (۱۶۰۳ – ۱۵۵۲) یک دایمیو در دوره آزوچی-مومویاما و اوایل دوره ادو بود. پدر او هیساماتسو توشیکاتسو نام داشت و شوهر دوم مادر توکوگاوا ایه‌یاسو بود. 